# Agriades gigantalpina
Agriades gigantalpina är en fjärilsart som beskrevs av Beuret 1961. Agriades gigantalpina ingår i släktet Agriades och familjen juvelvingar. Inga underarter finns listade i Catalogue of Life.